# Tadzin (powiat brzeziński)
Tadzin – wieś w Polsce położona w województwie łódzkim, w powiecie brzezińskim, w gminie Brzeziny.
W latach 1975–1998 miejscowość położona była w województwie skierniewickim.
Większość mieszkańców Tadzina stanowią mariawici należący do Kościoła Starokatolickiego Mariawitów – parafii Podwyższenia Krzyża Świętego w Grzmiącej i Kościoła Katolickiego Mariawitów – parafii Przenajświętszego Sakramentu w Grzmiącej.  Tadzin leży na terenie Parku Krajobrazowego Wzniesień Łódzkich.

## Historia
Pod koniec XIX wieku Tadzin leżał w powiecie brzezińskim, gminie Lipiny i należał do parafii Brzeziny. Ponadto w materiałach źródłowych w odniesieniu do wspomnianej miejscowości przewijają się jeszcze 2 nazwy: Nowa Wieś oraz Paluchowizna. Ciężko jednoznacznie wyjaśnić powód dla którego pierwsza ww. nazwa zanikła i zastąpiła ją obecna. Natomiast druga wspomniana odnosiła się do osady młyńskiej położonej nad rzeką Mrożycą, składającej się z 1 domu położonego na 40 morgach ziemi, którą zamieszkiwało 8 mieszkańców. We wspomnianym stuleciu we wsi działał także tartak oraz folusz.
W 1827 roku wieś składała się z 15 domów, którą zamieszkiwało 107 mieszkańców
Przez wieś przebiegał trakt łączący Brzeziny ze Strykowem - dziś to gruntowa droga leśna i jej przebieg nie pokrywa się ze współczesnym śladem drogi wojewódzkiej 708.